# Bernard Neyt

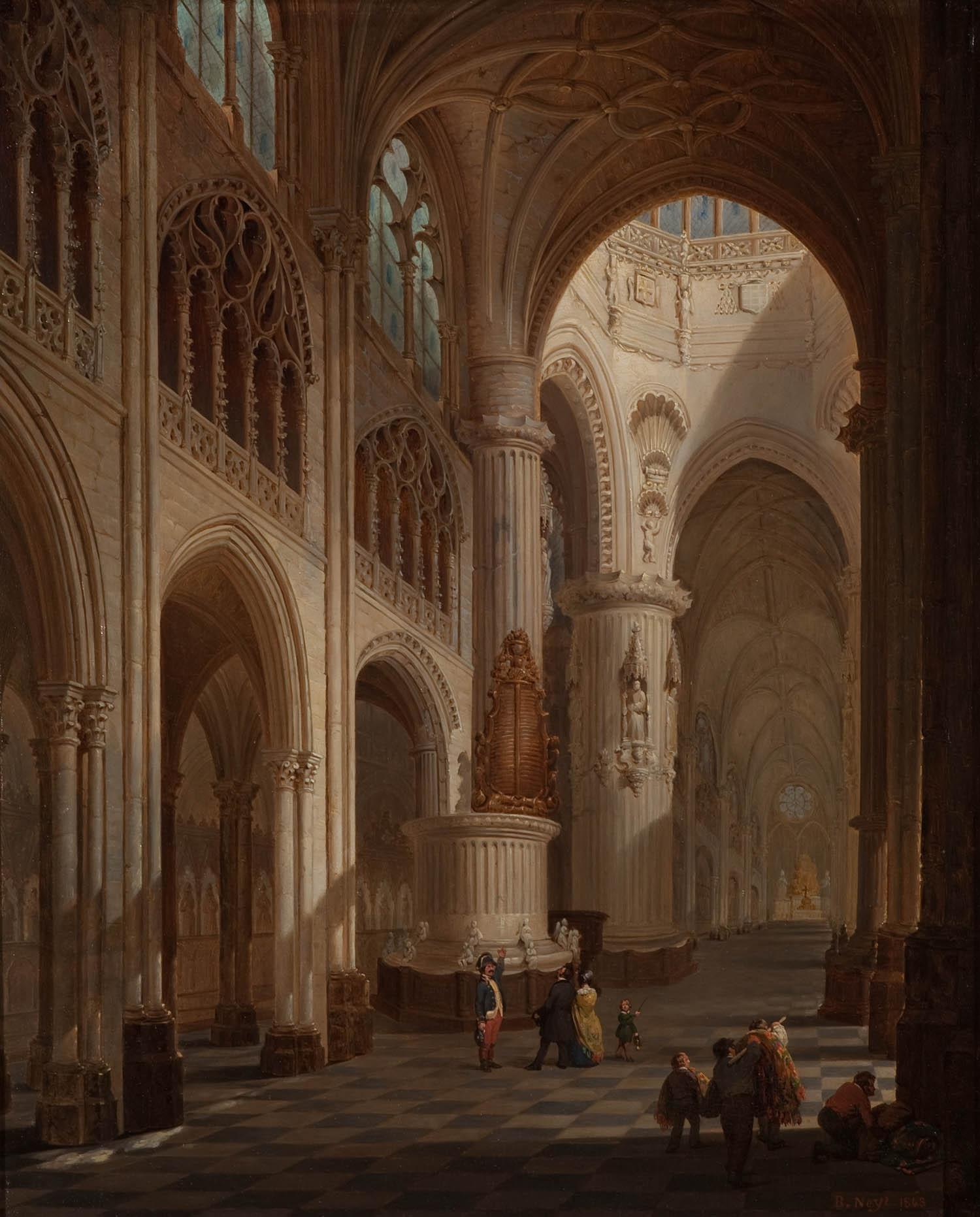
Kerkinterieur door Bernard Neyt in 1843

Bernard Neyt (Brussel, 1825 – 1880) was een Belgisch kunstschilder.
Hij specialiseerde zich in het schilderen van kerkinterieurs, zowel in eigen land als in Nederland, Frankrijk, Spanje, Duitsland en Groot-Brittannië. Zijn stijl was romantisch, zijn schildertechniek hoogstaand. Het kerkinterieur was een genre dat in België slechts door weinig andere kunstenaars beoefend werd. Vakgenoten waren Victor-Jules Génisson, Jan Geeraerts, Joseph-Chrétien Nicolié, André-Joseph Minguet en Joseph Maswiens.
Neyt nam deel aan de Belgische salons tussen 1844 en 1875. Dit waren grote groepstentoonstellingen van in Antwerpen, Brussel, Gent en enkele provinciesteden.

## Tentoonstellingen
- Antwerpen, Salon 1861, Sint-Michielskerk in Gent

## Musea
- Blackburn, Blackburn Museum & Art Gallery (Kerkinterieur in Amsterdam)
- Brugge, Groeningemuseum (Kerkinterieur in Freiburg)
- Calderdale, Calderdale Metropolitan Borough Council (Kerkinterieur St. Waudru, Mons)
- Kortrijk, Stedelijke Musea (Kerkinterieur St. Goedele, Brussel)